# Valentín Paquay
Valentín Paquay (Tongeren, 17 de noviembre de 1828- Hasselt, 1 de enero de 1905), también conocido como el pequeño padre santo de Hasselt fue un franciscano venerado como beato por la Iglesia católica. 
Fue beatificado por el Papa Juan Pablo II el 9 de noviembre de 2003 y se conmemora su festividad el 1 de enero, el día de su muerte. 